# Vedat İnceefe
Vedat İnceefe (ur. 1 kwietnia 1974 w Bandırma) – turecki piłkarz grający na pozycji środkowego obrońcy.

## Kariera klubowa
Karierę piłkarską Vedat rozpoczął w zespole ze Stambułu, Beşiktaş JK. Uczęszczał do szkółki piłkarskiej tego klubu, jednak nie przebił się do pierwszej drużyny i w 1993 roku odszedł do Somy Sotespor. Po roku gry w tym klubie zmienił barwy klubowe i trafił do Karabüksporu, ówczesnego spadkowicza z tureckiej pierwszej ligi. Przez dwa sezony występował na boiskach drugiej ligi w barwach klubu z Karabüku.
W 1996 roku Vedat przeszedł do jednego z czołowych klubów w kraju, Galatasaray SK. Już w 1997 roku wywalczył z Galatasaray mistrzostwo Turcji, a także zdobył Superpuchar Turcji. Zarówno w 1998, jak i 1999 i 2000 roku ponownie sięgał z „Cimbom” po tytuł mistrza kraju. W 2000 roku zdobył też Puchar UEFA (nie grał w wygranym po serii rzutów karnych finale z Arsenalem), a następnie także Superpuchar Europy (2:1 z Realem Madryt). W sezonie 2001/2002 Vedat po raz piąty został mistrzem kraju, ale latem został na rok wypożyczony do innego zespołu ze Stambułu, İstanbulsporu, ale do Galatasaray już nie powrócił, a łącznie rozegrał dla tego klubu 160 spotkań i strzelił 4 bramki.
Latem 2003 Vedat zmienił barwy klubowe i został piłkarzem Vestelu Manisaspor. W 2005 roku spadł z tym klubem do drugiej ligi i grał w nim jeszcze przez jeden rok. Latem 2006 zakończył karierę. Miał wówczas 32 lata.

## Kariera reprezentacyjna
W reprezentacji Turcji Vedat zadebiutował 9 kwietnia 1996 roku w wygranym 1:0 towarzyskim meczu z Azerbejdżanem. W tym samym roku został powołany przez selekcjonera Fatiha Terima do kadry na Euro 96. Tam zagrał we wszystkich trzech meczach: przegranych 0:1 z Portugalią i Chorwacją oraz 0:3 z Danią. Ostatni mecz w kadrze narodowej rozegrał w czerwcu 1997 roku przeciwko Chorwacji (1:1). Łącznie w barwach narodowych wystąpił w 11 razy.